# Porlezza
Porlezza é uma comuna italiana da região da Lombardia, província de Como, com cerca de 4.140 habitantes. Estende-se por uma área de 18 km², tendo uma densidade populacional de 230 hab/km². Faz fronteira com Bene Lario, Carlazzo, Claino con Osteno, Corrido, Lenno, Ossuccio, Ponna, Val Rezzo, Valsolda.

## Demografia
| Variação demográfica do município entre 1861 e 2011                               |
|                                                                                   |
| Fonte: Istituto Nazionale di Statistica (ISTAT) - Elaboração gráfica da Wikipedia |